# Chiesa di San Pietro in Vincoli (Spinone al Lago)
La chiesa di San Pietro in Vincoli è una luogo di culto cattolico situata nel territorio del comune di Spinone al Lago, in provincia di Bergamo. La chiesa era parrocchiale di Spinone fino al XVII secolo.

## Storia
Originariamente la chiesa era posta sulle sponde e a pochi metri del lago di Endine ed era molto piccola con la facciata rivolta a est, verso il lago. Trovandosi in una zona molto isolata aveva funzione di oratorio cimiteriale. Nel 1465 la chiesa ottenne l'autonomia a parrocchiale dismembrandosi da quella di Monasterolo e per questo divenne oggetto di lavori di ampliamento.
L'asse della chiesa compì una rotazione di 90° con la demolizione della parete a est e con la costruzione della nuova zona presbiteriale così che l'originale presbiterio divenne la prima campata dell'aula, e il fianco a meridione trasformandolo nella facciata, anche se l'edificio conserva gli stilami tipici dell'architettura romanica, presentandosi sempre in forme semplici e sobrie.
Il rifacimento obbligò la formazione della facciata che presenta due timpani mentre all'interno sempre nella prima campata rimane un grande arco sfondato in stile tardo gotico, dove era posto l'ingresso originario. Fu adeguato anche il sedime con l'innalzamento dal calpestio che originariamente era più basso dell'edificio rendendolo complanare, e leggibile nel dissesto statico causato sulla facciata.

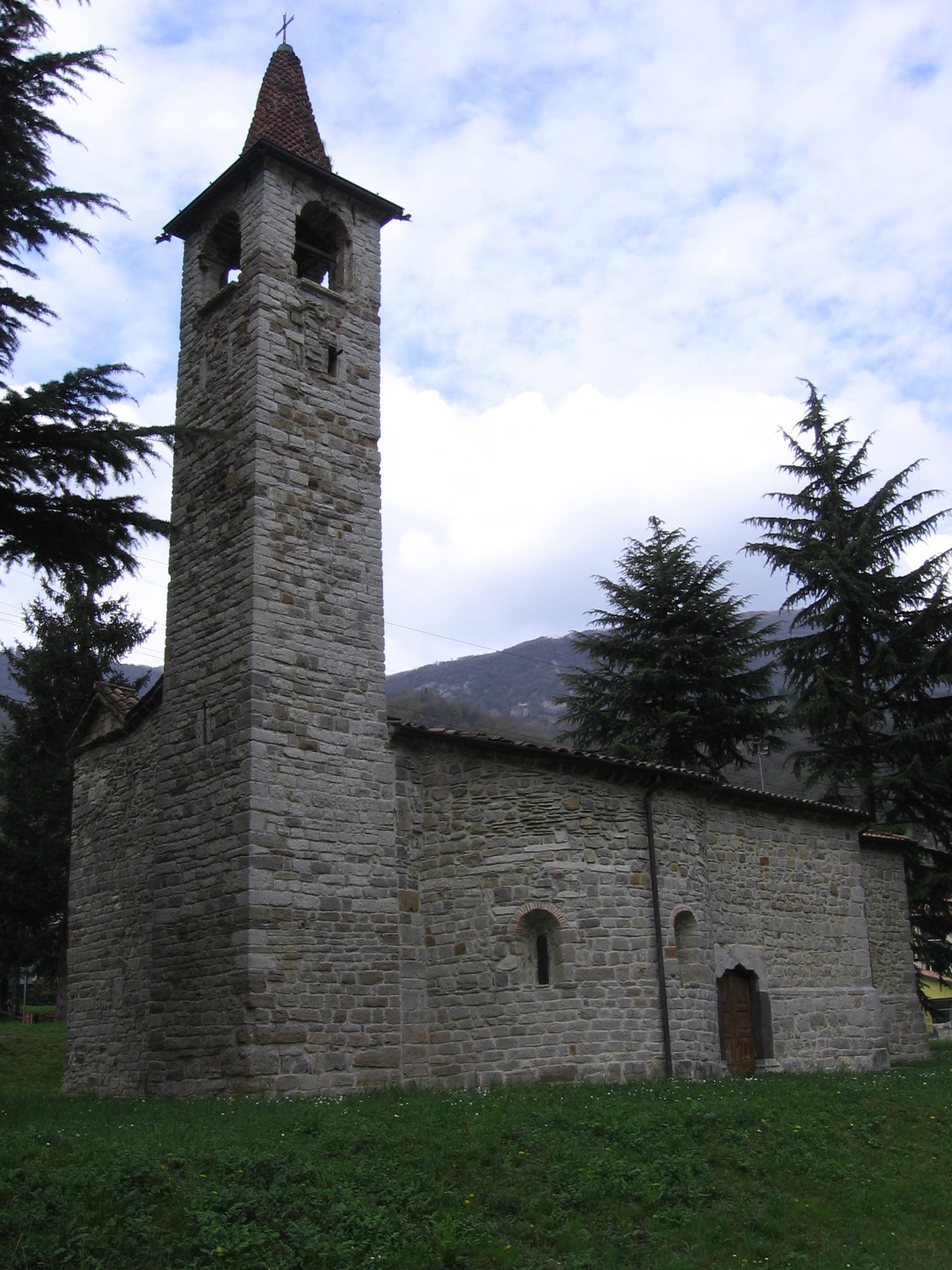
Chiesa di San Pietro in Vincoli di Spinone al Lago con il particolare dell'antica abside e della torre campanaria

Nei primi anni del XVI secolo venne eretto il campanile che ha saputo mantenere gli elementi che caratterizzano il resto del complesso. Nel Seicento fu costruito un portale sulla facciata che raggiungeva l'altezza del rosone, ma con la declassazione a semplice oratorio, dopo che la titolarità di parrocchiale fu data alla nuova chiesa, il luogo fu abbandonato tanto che nell'Ottocento fu fatta richiesta di trasformarlo in teatro. Nella seconda metà del Novecento l'edificio fu oggetto di un importante restauro. Durante questi lavori, nel 1964, fu rimosso il portale seicentesco. I restauro ridiedero alla chiesa la sua conformazione quattrocentesca.
L'edificio è stato inserito in un progetto volto a valorizzarlo. La chiesa è stata considerata monumento nazionale. Con la costruzione della strada Statale 42, la chiesa ha perso la sua caratteristica d'essere isolata.

## Descrizione

### Esterno
L'edificio di culto si presenta in stile romanico con il fronte principale in pietra con tetto a capanna poco sporgente con due timpani posti centralmente e sul lato sinistro e la torre campanaria su quello destro. Il contorno marmoreo con mensola in pietra fa da cornice all'ingresso principale, queste sono un recupero delle cornici della porta originale, composti in blocchi squadrati con un accenno a una forma ad arco. La facciata ospita, nella parte superiore, un ampio rosone e una feritoia strombata che illuminano l'aula. L'ingresso laterale ha gli stipiti in serizzo rosso con architrave arabescato. La parte a sud della chiesa conserva l'abside di piccole dimensioni sempre in pietra e tre monofore semicircolari con la particolarità di avere le ghiere in mattoncini piccoli e sottili.

### Interno
L'interno è a unica navata, divisa in due campate da un ampio arcone a sesto acuto, e terminante con la parte presbiteriale a pianta quadrata con volta a crociera tipica delle chiese tardogotiche presenti sul territorio bergamasco. L'aula presenta copertura di travi a vista. Era decorata con numerosi affreschi cinquecenteschi, alcuni dei quali sono andati perduti; restano la Madonna con Bambino e dodici dipinti, nella zona del presbiterio, raffiguranti sei sibille (Chimica, Delfica, Ellespontica, Eritrea, Persica e Samia) alternate a sei profeti (Abacuc, Davide, Ezechiele, Geremia, Isaia e Mosè), riconducibili alla scuola di Lorenzo Lotto, maestro veneziano che dipinse opere notevoli nel vicino paese di Trescore Balneario.
L'antica abside romanica rimasta quasi integra, presenta le tre monofore che all'interno hanno con architravi in pietra contrariamente alla conformazione esterna in mattoncini piccoli, che si raccorda con l'aula con il doppio arco arretrato. Questo tipo di architettura si ritrova in alcune chiese romaniche della val Seriana.

### Campanile
La facciata ospita a destra la torre campanaria che termina con la particolare cuspide a cono cestile in laterizio. La costruzione originaria era di altezza maggiore. La cella campanaria è la sostituzione delle antiche bifore che dovevano essere simili a quelle del campanile di San Fermo di Credaro.